# Rhamnose
Rhamnose (Rham) là một loại đường deoxy tồn tại trong tự nhiên. Chúng có thể được xếp vào loại đường metyl-pentose hay 6-deoxy-hexose. Đường rhamnose tồn tại trong tự nhiên trong dạng đồng phân quay trái (dạng L-), gọi là L-rhamnose (6-deoxy-L-mannose). Đây là tính chất khá đặc biệt vì phần lớn các đường tự nhiên nằm ở dạng đồng phân quay phải (D-). Một số trường hợp đặc biệt là metyl pentose L-fucose và L-rhamnose và pentose L-arabinose.
Có thể tách chiết rhamnose từ cây thuộc chi Rhamnus, cây Toxicodendron vernix và cây thuộc chi Câu đằng (Uncaria). Đường rhamnose cũng được sinh tổng hợp bởi vi tảo thuộc họ Tảo silic (Bacillariophyceae).
Trong tự nhiên, rhamnose thường liên kết với nhiều loại đường khác. Nó là một thành phần glycon phổ biến của các glycosit trong nhiều thực vật. Rhamnose cũng là thành phần của màng ngoài tế bào của vi khuẩn kháng axit trong chi Mycobacterium, bao gồm các vi khuẩn gây bệnh lao.